# John F. Kennedy (Schiff, 2025)
Die John F. Kennedy, auch USS John F. Kennedy (Kennung: CVN-79), ist ein im Bau befindlicher Flugzeugträger der Gerald-R.-Ford-Klasse der United States Navy.

## Namensgeber
John Fitzgerald Kennedy (1917–1963) war der 35. Präsident der Vereinigten Staaten von Amerika. John F. Kennedy diente im Zweiten Weltkrieg als Marineoffizier und war Kommandant des PT-Schnellboots PT-109. CVN-79 ist das dritte Schiff der US-Marine, das nach einem Mitglied der Familie Kennedy benannt ist. Den Namen John F. Kennedy trug bereits von 1967 bis 2007 der Flugzeugträger CV-67.

### Namensfindung
Der Kongressabgeordnete Harry Mitchell schlug am 7. Dezember 2007, dem 66. Jahrestag des japanischen Angriffs auf Pearl Harbor, vor, dass der geplante Flugzeugträger CVN-79 nach dem in Pearl Harbor versenkten Schlachtschiff Arizona benannt werden soll. 2009 machte der Kongressabgeordnete John Shadegg den Vorschlag, das Schiff oder den nachfolgenden Flugzeugträger (CVN-80) nach dem US-Senator Barry Goldwater aus Arizona zu benennen. Am 29. Mai 2011 gab das US-Verteidigungsministerium bekannt, dass der Flugzeugträger CVN-79 den Namen USS John F. Kennedy erhalten wird.

## Bau

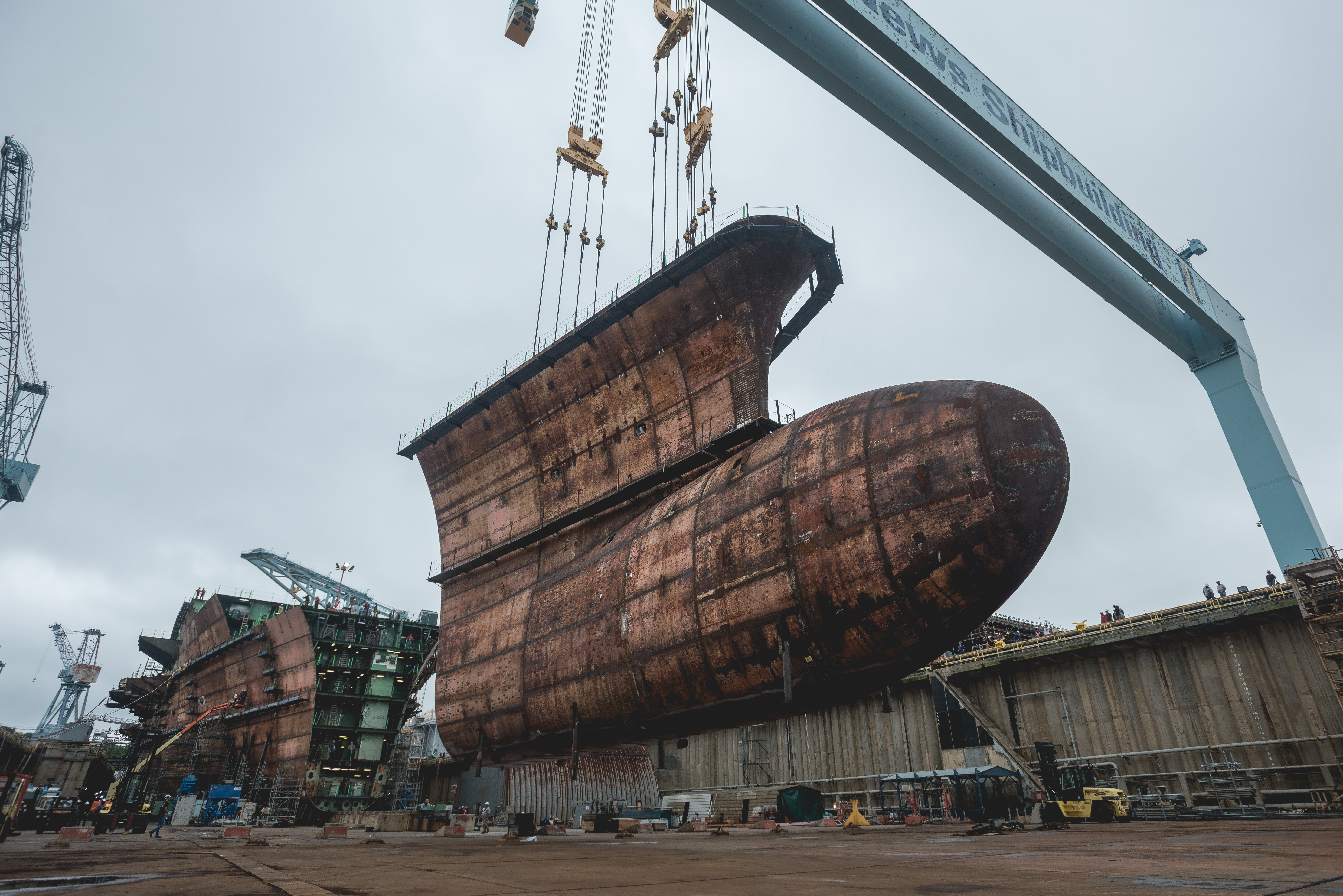
Der Bug wird montiert, September 2018

Am 15. Januar 2009 erhielt Northrop Grumman Shipbuilding einen Vertrag in Höhe von 374 Mio. US-Dollar für Entwurf und Bauvorbereitungen der John F. Kennedy. Am 25. Februar 2011 wurde in einem feierlichen Rahmen die erste Stahlplatte für den Neubau geschnitten. Die Feier stellte den formalen Beginn des Baus der John F. Kennedy dar. Die seit 31. März 2011 zur Huntington Ingalls Industries gehörende Newport News Shipbuilding erhielt am 11. August 2011 eine Vertragserweiterung in Höhe von 56,5 Mio. US-Dollar zur weiteren Materialvorbereitung des Baus.
Die Kiellegung erfolgte am 22. August 2015. Der Stapellauf erfolgte am 7. Dezember 2019. Am 30. Juli war das Flugdeck mit dem letzten 780 Tonnen schweren Bugsegment komplett und damit 90 Prozent der Struktur fertig. Bei einer traditionellen Zeremonie legte der künftige Kapitän der CVN 79, Captain Todd Marzano, seine goldenen Navy-Pilotenschwingen beim Niederlassen der Brückensektion unter selbige „Insel“, die im Anschluss mit dem Deck verschweißt wurde. Die Zeremonie soll dem Schiff nach Marine-Tradition Glück bringen. Im November 2019 wurde das Schiff dann ausgedockt. Die Taufe fand am 7. Dezember 2019 auf der Werft Newport News durch Caroline Kennedy mit der traditionellen Zeremonie statt.